# Colibrí de flancs bruns
El colibrí de flancs bruns (Oreotrochilus adela) és una espècie d'ocell de la família dels troquílids (Trochilidae) que habita les vessants rocoses dels Andes, des del centre i sud de Bolívia fins al nord-oest de l'Argentina.